# Государственный военно-технический музей
Государственный военно-технический музей — музейный комплекс посвященный истории гражданской и военной техники, расположенный в Черноголовке Московской области.

## История
Музей открыт 29 апреля 2010 года.
Музей располагается на территории бывшего пионерского лагеря «Солнечный». Часть экспонатов расположена в спальных корпусах.

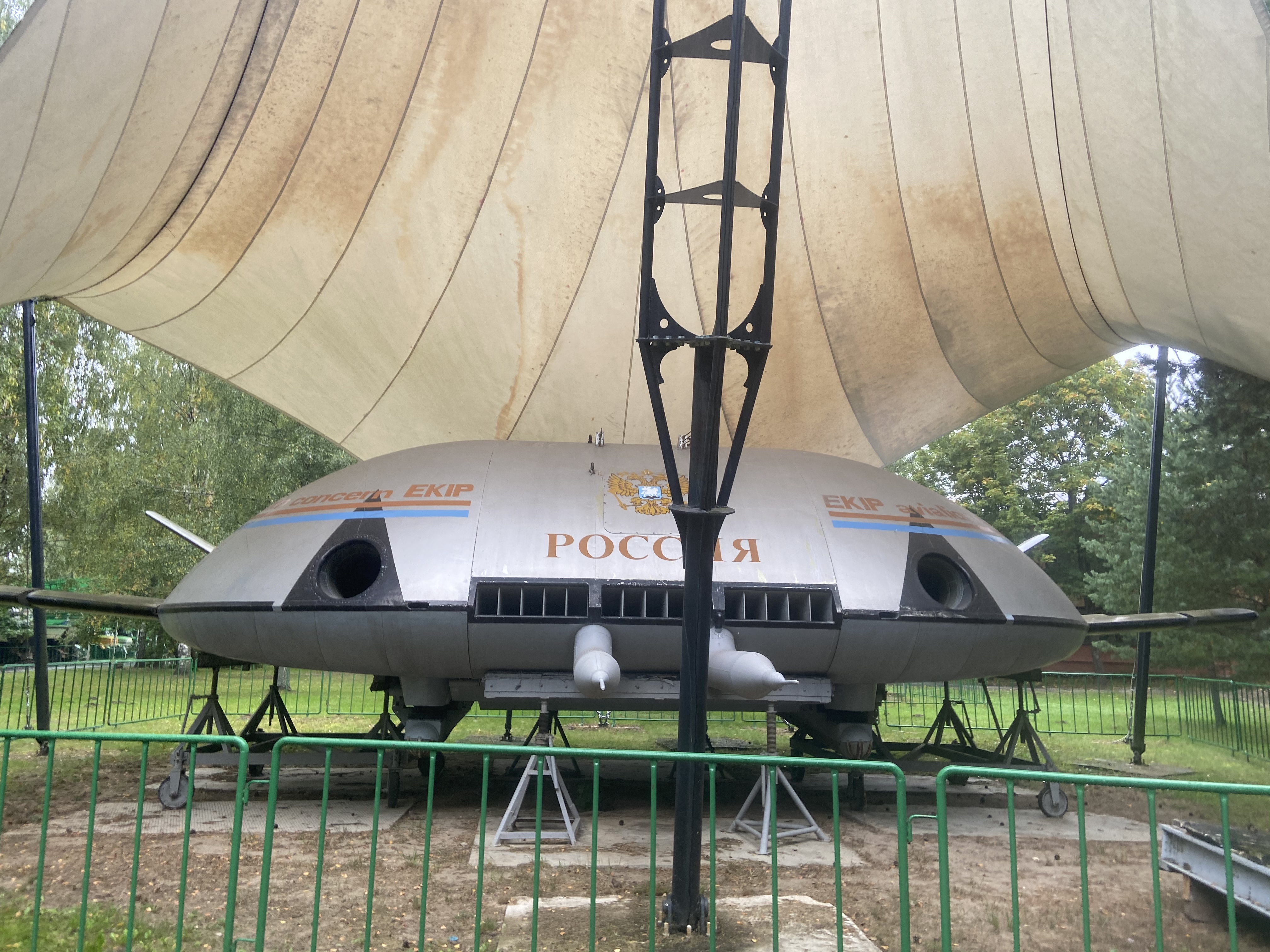
ЭКИП «Летающая тарелка»

это прекрасный пример использования уже существующей инфраструктуры. Советское пионерское прошлое очень гармонично сочетается с большинством экспонатов музея и придает дополнительную ностальгическую атмосферу.
Экспозиция в течение нескольких лет создавалась усилиями энтузиастов и увлеченных людей.
В 2011 году в музей перевезли многофункциональный безаэродромный летательный аппарат, так аппарат будущего вписался в ряд экспонатов прошлого.
Музейный комплекс представляет собой совместный проект с Национально-патриотическим музеем «Боевого братства» и учреждением "Военно-технический музей мужества, доблести и славы ".

## Деятельность

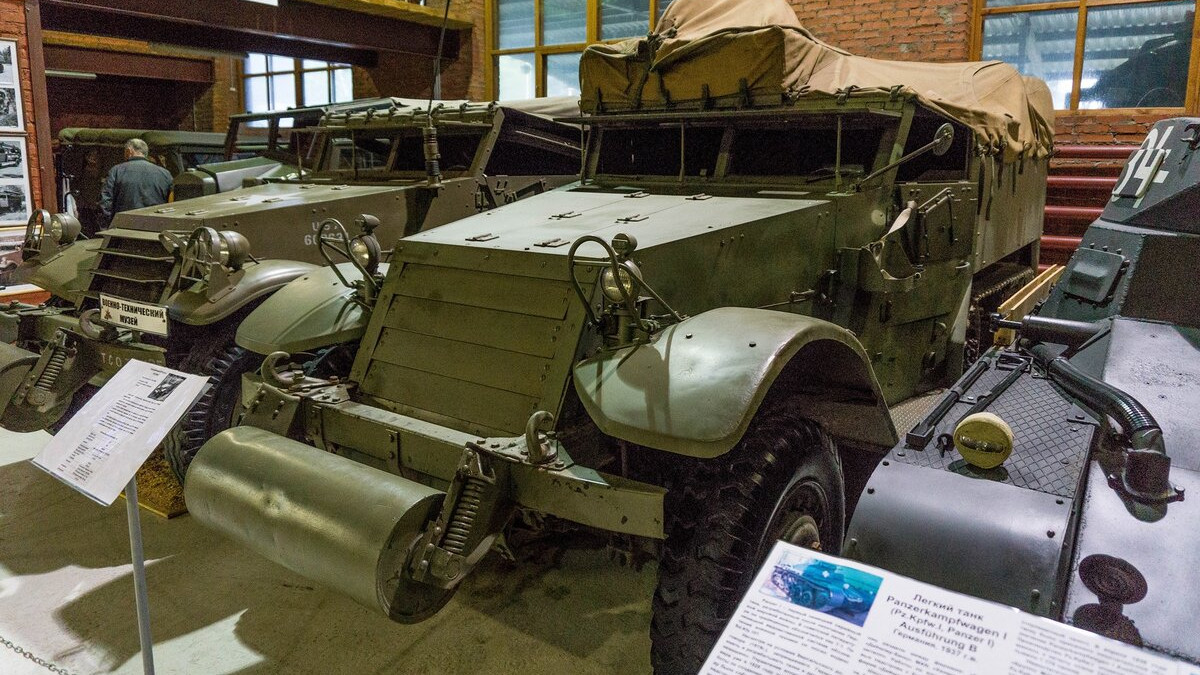
Экспозиция Государственного военно-технического музея.

Музей выступает и как реставрационный, просветительский центр. Специалисты музея реставрируют, и воссоздают различные по сложности виды транспортных средств: телеги, лимузины ЗИЛ.
При музее функционируют поисковые отряды, ведущие работу по установлению и увековечению имен погибших воинов, поиск техники, снаряжения, исторических документов, предметов быта.
Военно-технический музей в Черноголовке принимает активное участие в автомобильных и исторических выставках, фестивалях, автопробегах, реконструкциях боев, проводимых совместно с военно-историческими клубами России. Особое значение придается участию в торжественных парадах, посвященных Дню Победы, Дню защитника Отечества, другим памятным событиям и датам.
Музей ведёт большую научно-исследовательскую работу.
В праздники сотрудники музея проводят тематические шоу с участием действующей боевой техники. Например, в День защитника Отечества в феврале 2013 г. на поле у деревни Ивановское состоялось театрализованное представление по мотивам Сталинградской битвы. Зрители могли слышать взрывы гранат и выстрелы из пушек, наблюдали танковую атаку. Театрализованная битва завершилась «соединением двух фронтов» с последующим «окружением и ликвидацией армии фельдмаршала Паулюса». В таких представлениях обычно участвуют бойцы местного гарнизона, волонтёры из числа ветеранов Великой Отечественной войны и молодёжь из местных деревень. В заключение «битв» для всех участников предлагается угощение солдатской кашей с тушёнкой и чаем. Ужин сопровождают песни времён Великой Отечественной войны.
В музее работает Координационный совет из числа местных ветеранов боевых действий в различных горячих точках, учёных наукограда Черноголовки. По инициативе Координационного совета военно-технический музей начал выпуск тематических сборников: «Танки России», «От каменного ядра до межконтинентальной ракеты (история отечественной артиллерии)», «Автомобили Великой Отечественной войны и современные вездеходы», «Авиация и воздухоплавание в России» и другие.
Музей сотрудничает с подмосковными музеями, специализирующимися на технике.

## Экспозиция

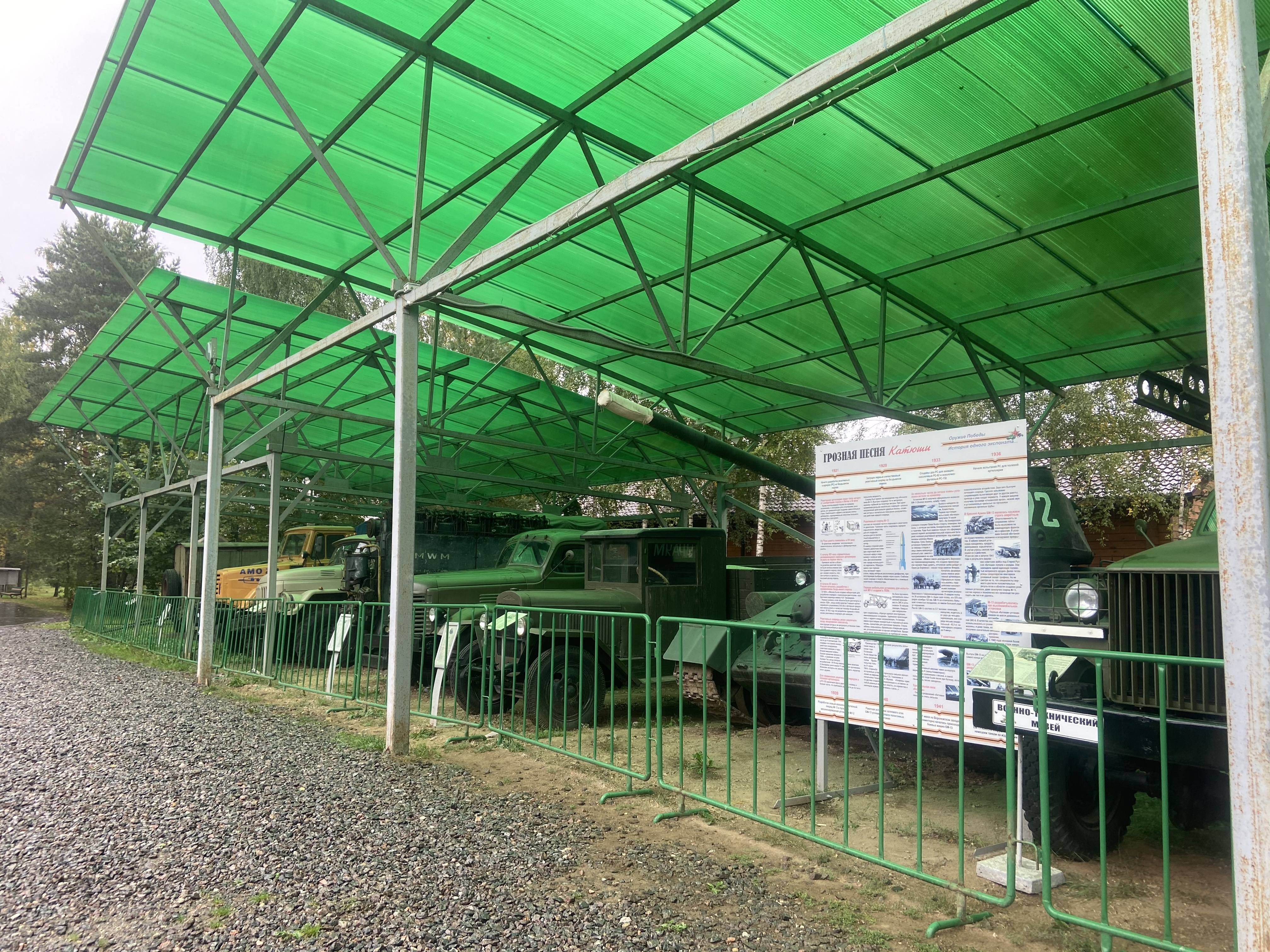

Экспозиция насчитывает больше 3 тысяч образцов, многие из которых уникальны.

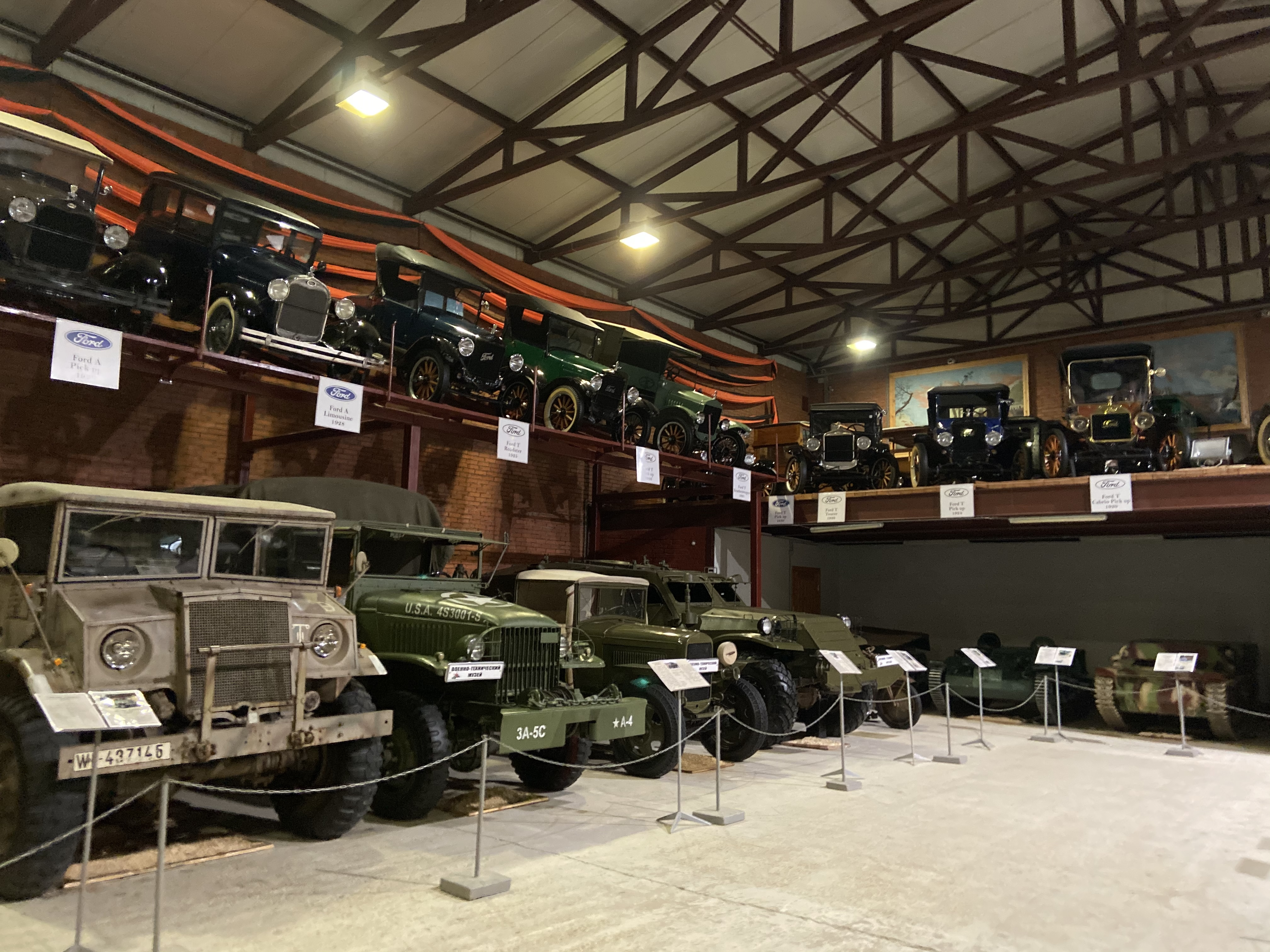

Экспозиция музея расположена в 3 закрытых корпуса и 4 уличных навеса с различной техникой.
Корпус 1 — История автозавода ГАЗ, Москвичи, мотоциклы.
Корпус 2 — Автомобили Ленд-лиз, автомобили представительского класса.
Корпус 3 — Пожарные авто, коллекция фордов, военная техника
При входе в музей под навесом располагается экранолет ЭКИП (русское НЛО) советский и российский проект многофункционального безаэродромного летательного аппарата.
Сегодня собрание музея объединяет образцы техники Советского Союза, Германии, Франции, США, Японии, других зарубежных стран и охватывает более чем 100-летний период: с конца XIX века до наших дней.
Экскурсия начинается с коллекции гужевого транспорта: конные пролетки, кареты, коляски, в которых ездили ещё наши прадеды, и, конечно, знаменитые тачанки — боевые колесницы новейшей мировой истории.
Экспозиция автомобильной техники знакомит со многими достижениями зарубежного автопрома, а главное, с продукцией основных отечественных автозаводов.
В линейке Горьковского автомобильного завода можно увидеть первые ГАЗ-А, «Полуторки» ГАЗ-АА и ГАЗ-ММ, легендарную «Эмку», «Победы», «Волги», «Чайки».
Завод имени Лихачёва — это пожарные ЗИС-5, ЗИС-6, ЗИЛ-157, лимузины ЗИС-101, ЗИС-110, правительственные ЗИЛы.
Историю отечественных малолитражных автомобилей экспозицией, рассказывающая о технологиях производства «Москвичей» Автозавода имени Ленинского комсомола и «Запорожцам» автозавода «Коммунар», когда-то составлявшим основу автомобильного парка страны. Есть интересные экспонаты, сошедшие с конвейеров Минского автомобильного завода (МАЗ), Рижской автомобильной фабрики (РАФ), Ярославского автомобильного завода (ныне Ярославский моторный завод — ЯМЗ) и других.
Также в музее собрана коллекция автомобилей-такси, основная часть которой была передана музею исследователем истории московского такси Виталием Васильевичем Клюевым.

 Значительное место отведено мототехнике: мотоциклам, мотороллерам и мотовелосипедам.

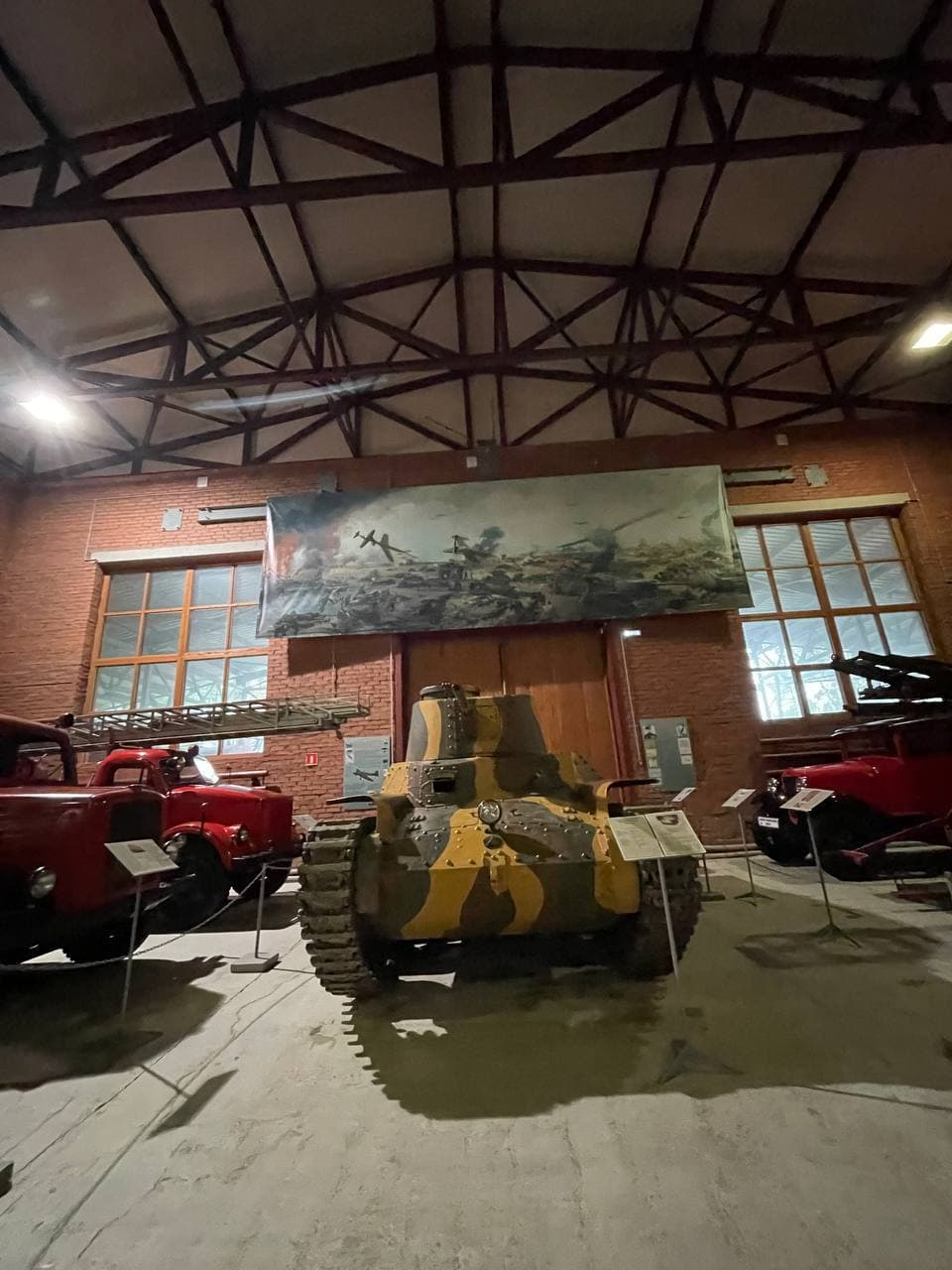
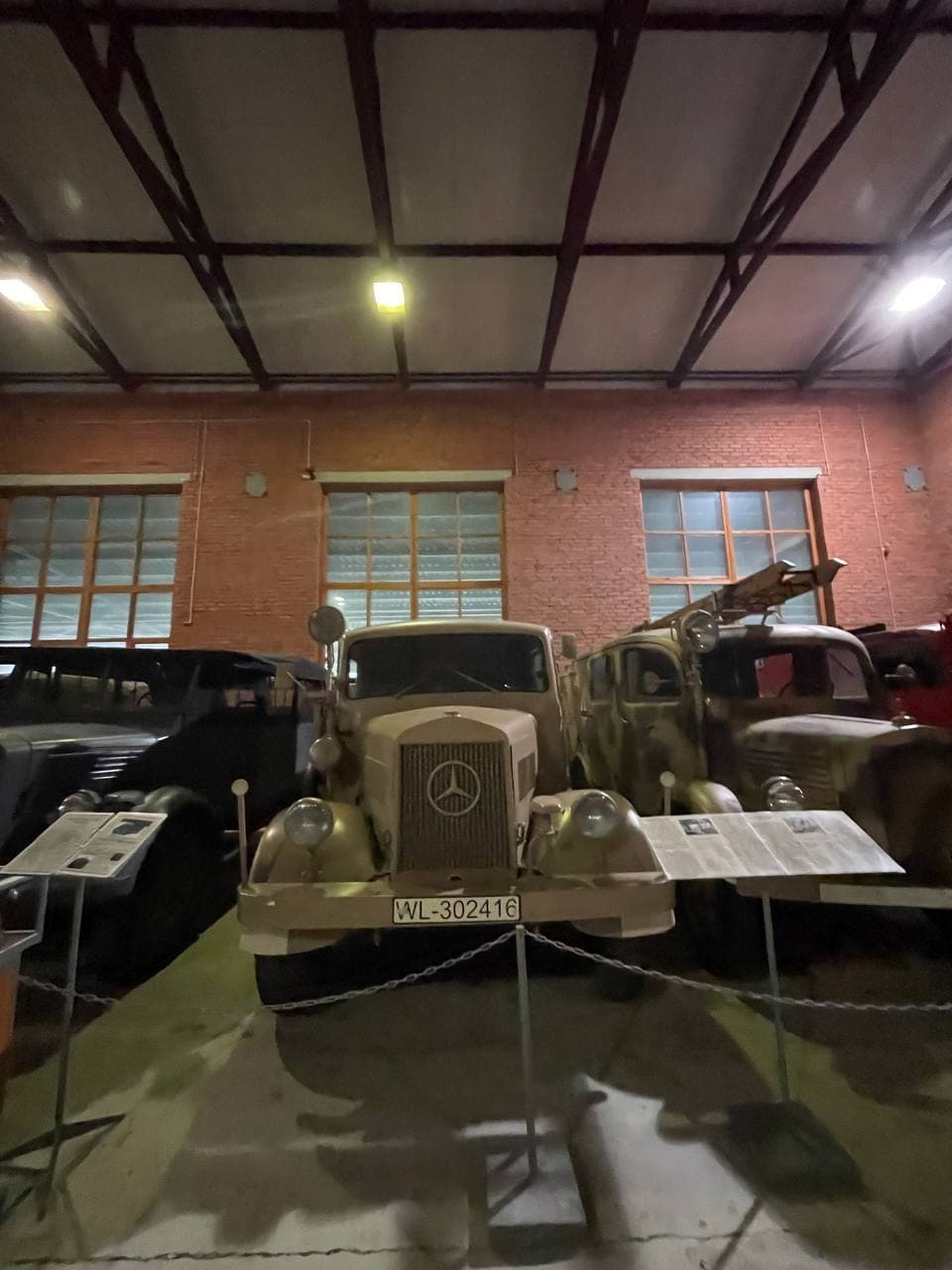
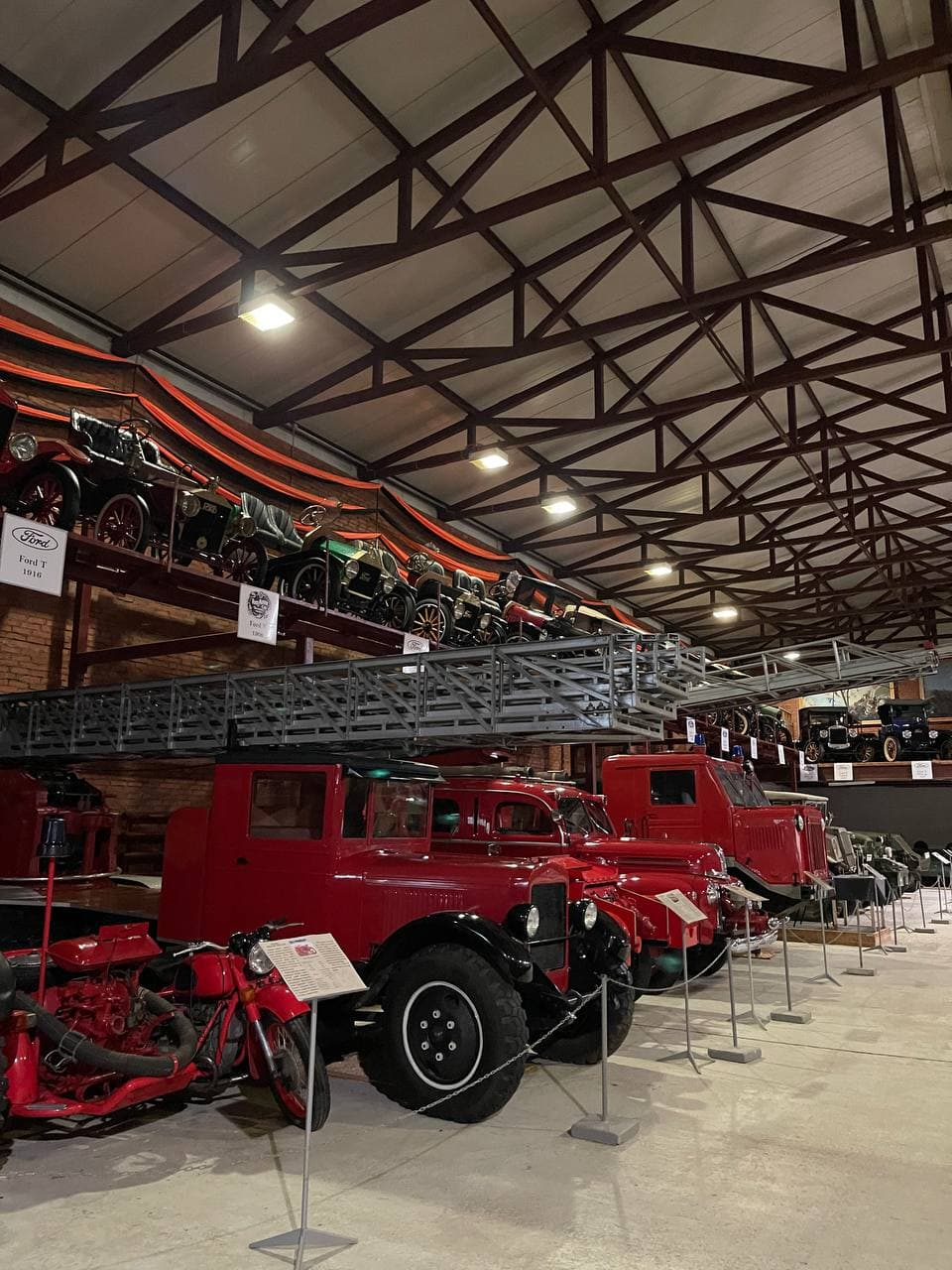
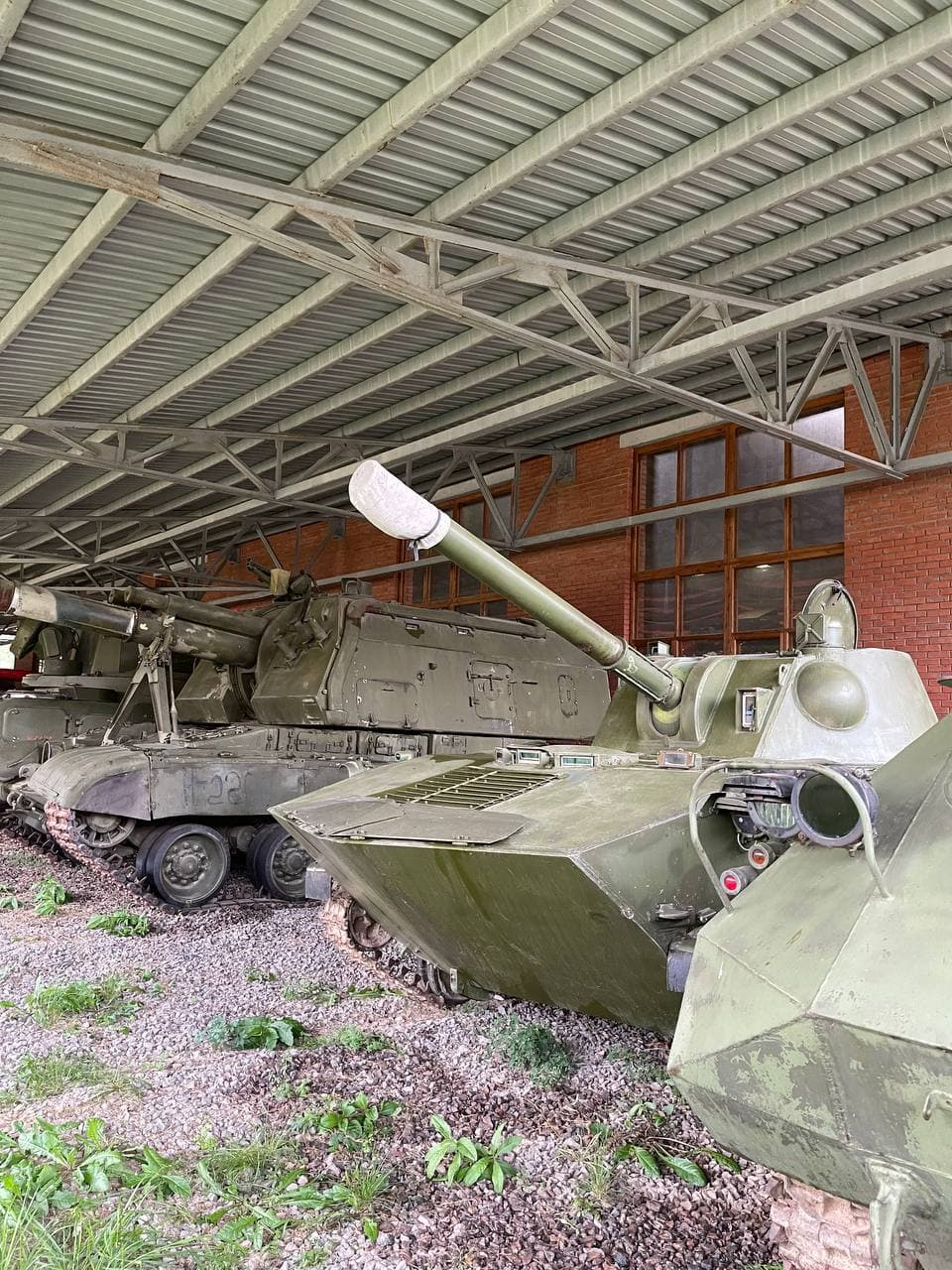
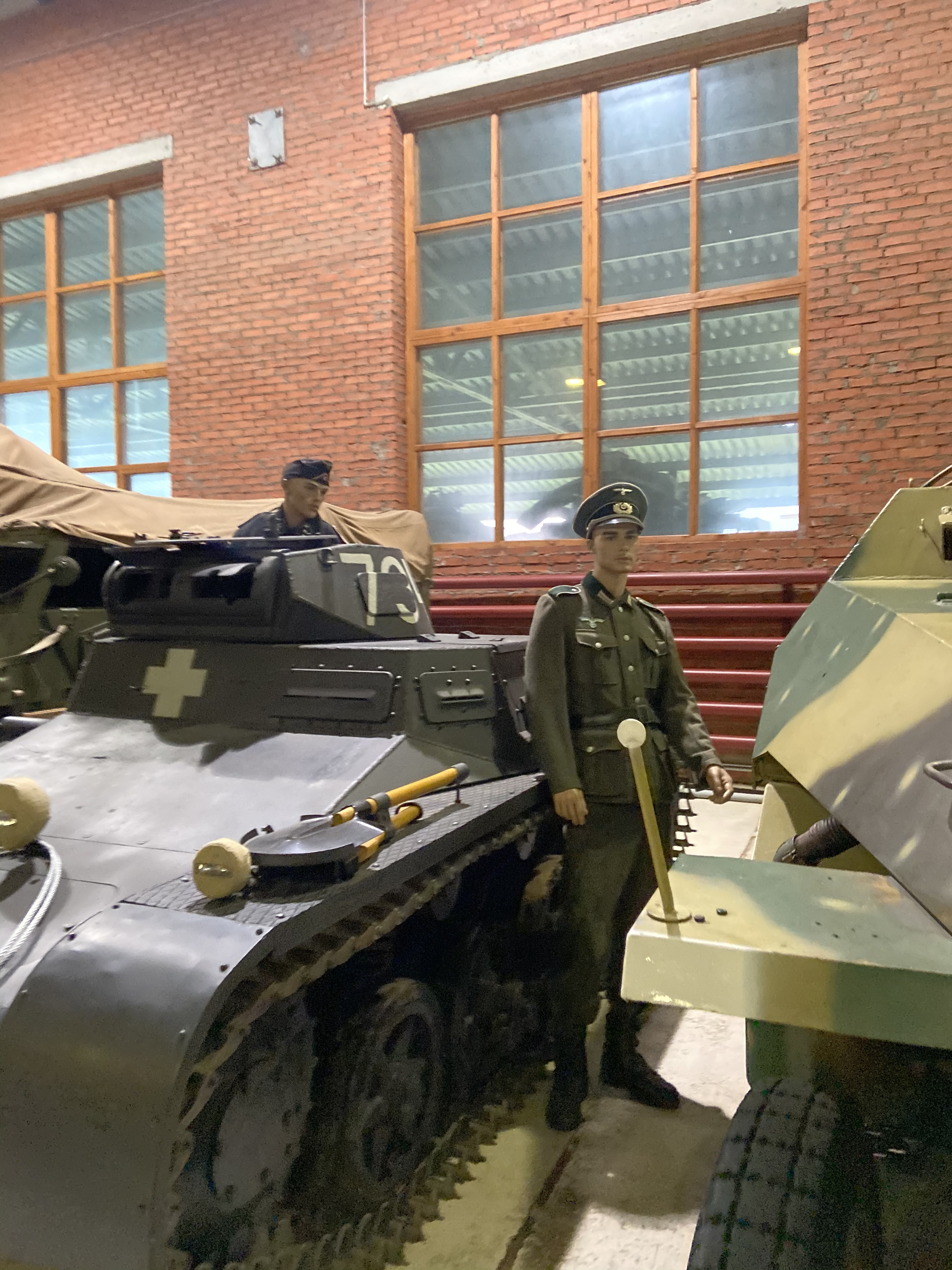

 Музей экспонирует коллекцию пожарной техники и оборудования, а также поисково-спасательные машины для эвакуации космонавтов и другие вездеходы, созданные выдающимся советским конструктором Виталием Андреевичем Грачёвым на автозаводе ЗИЛ.
Важное место в экспозиции отведено автомобилям и бронетехнике времен Великой Отечественной войны. Наряду с отечественными автомобилями, здесь есть редкие экземпляры американских грузовых и легковых машин, в свое время поставленных СССР по договору о Ленд-лизе. Есть и военные трофеи марок «Мерседес-Бенц», «Хорьх», «Фольксваген», «Штёвер».
Также в открытом фондохранении находятся танки, бронетранспортеры, самоходные артиллерийские установки, минометы, пушки, гаубицы, макеты стрелкового вооружения.

## Инфраструктура
Музейный комплекс оборудован парковкой. Посетителям предлагается посетить тир и миниферму с гусями.

В музее есть кафе «Штаб» и полевая кухня.

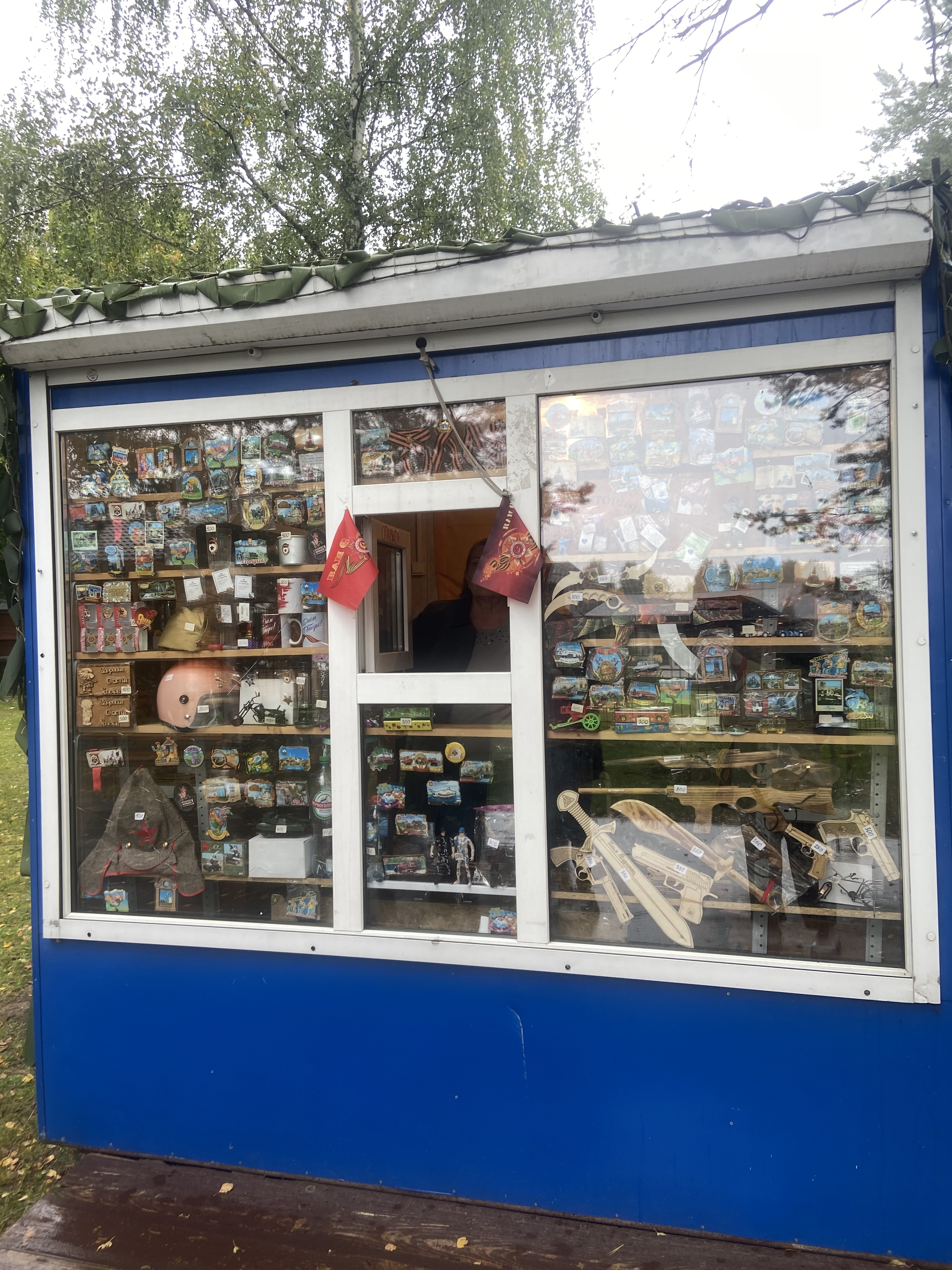
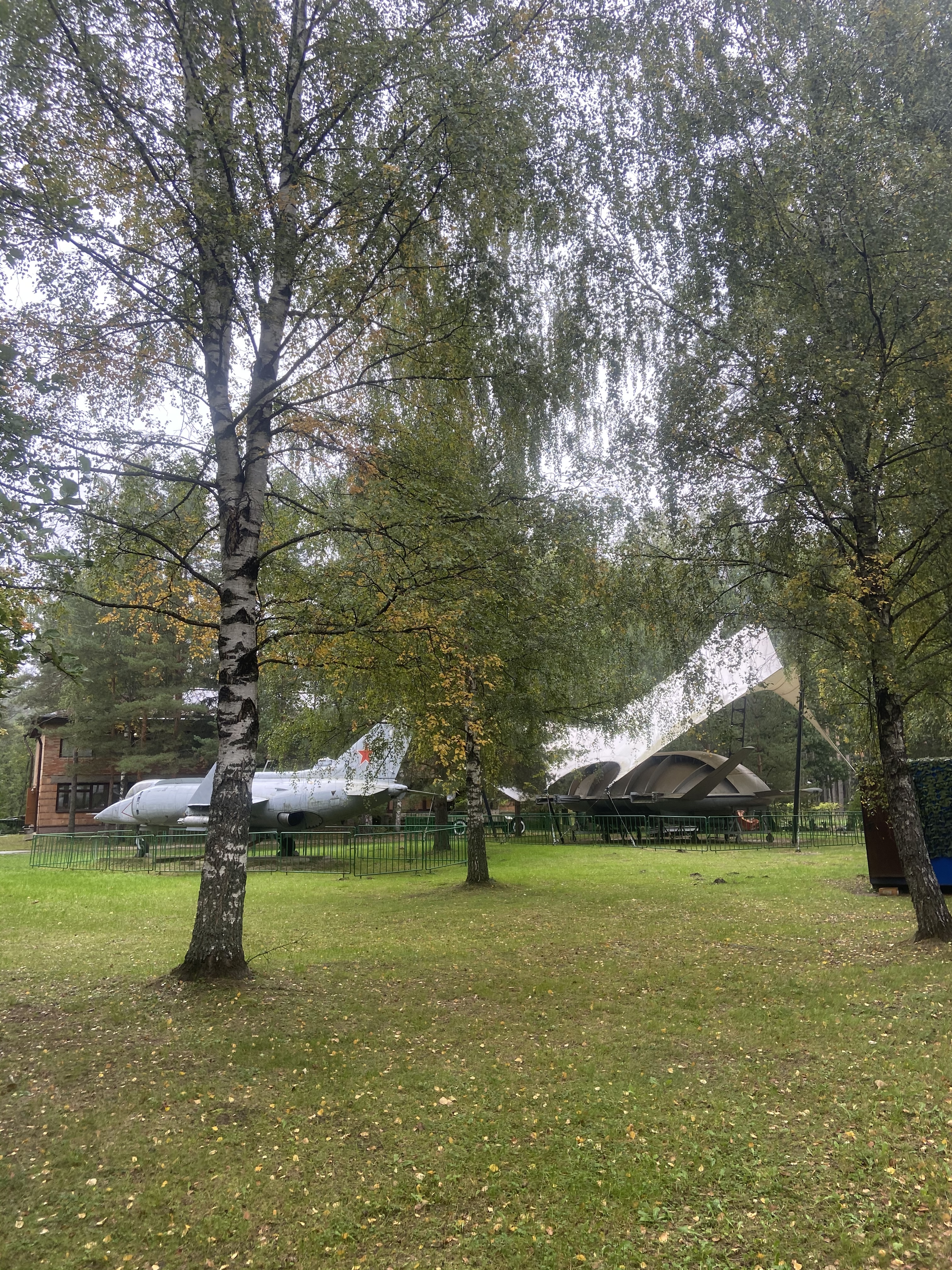
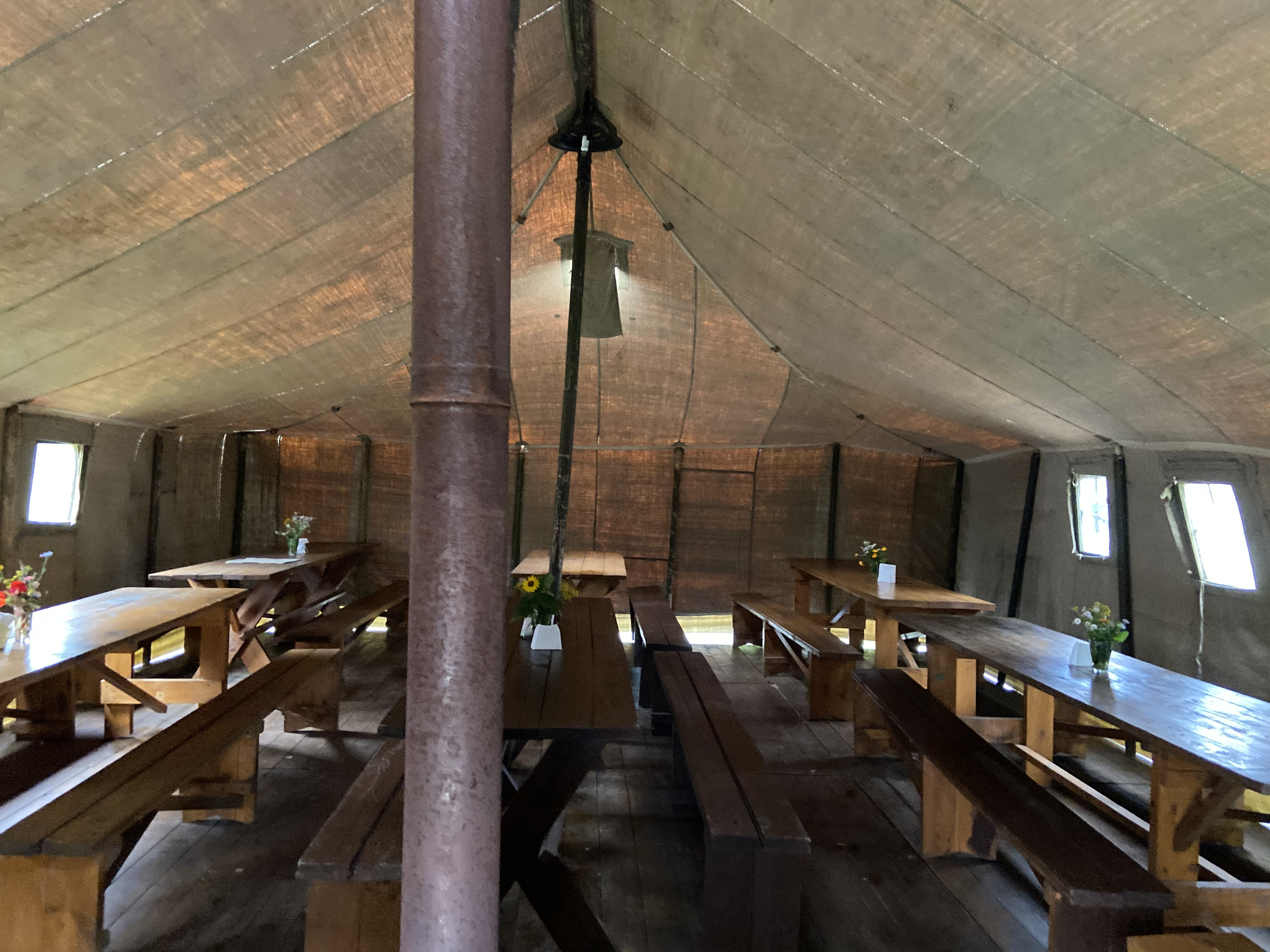
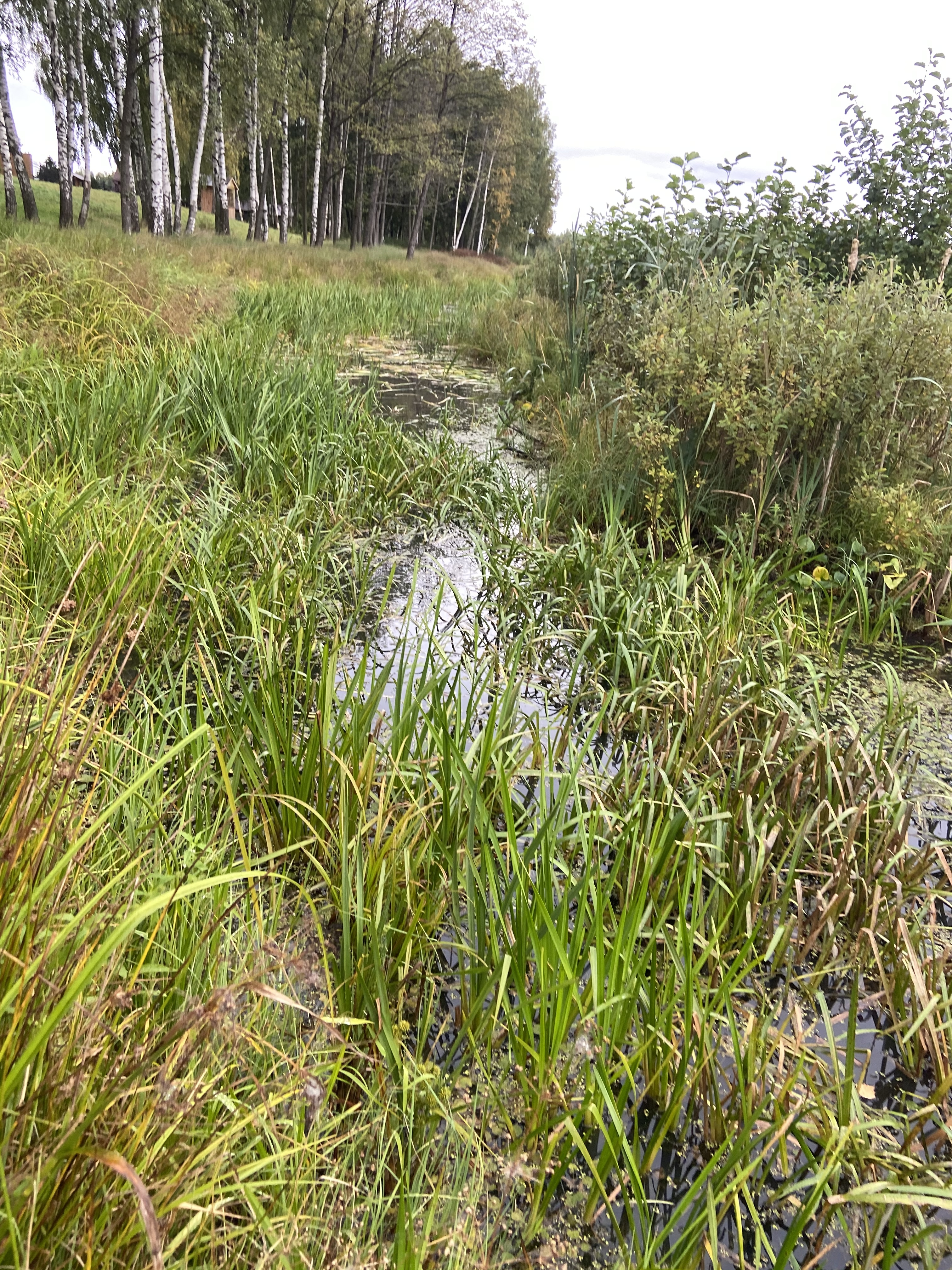
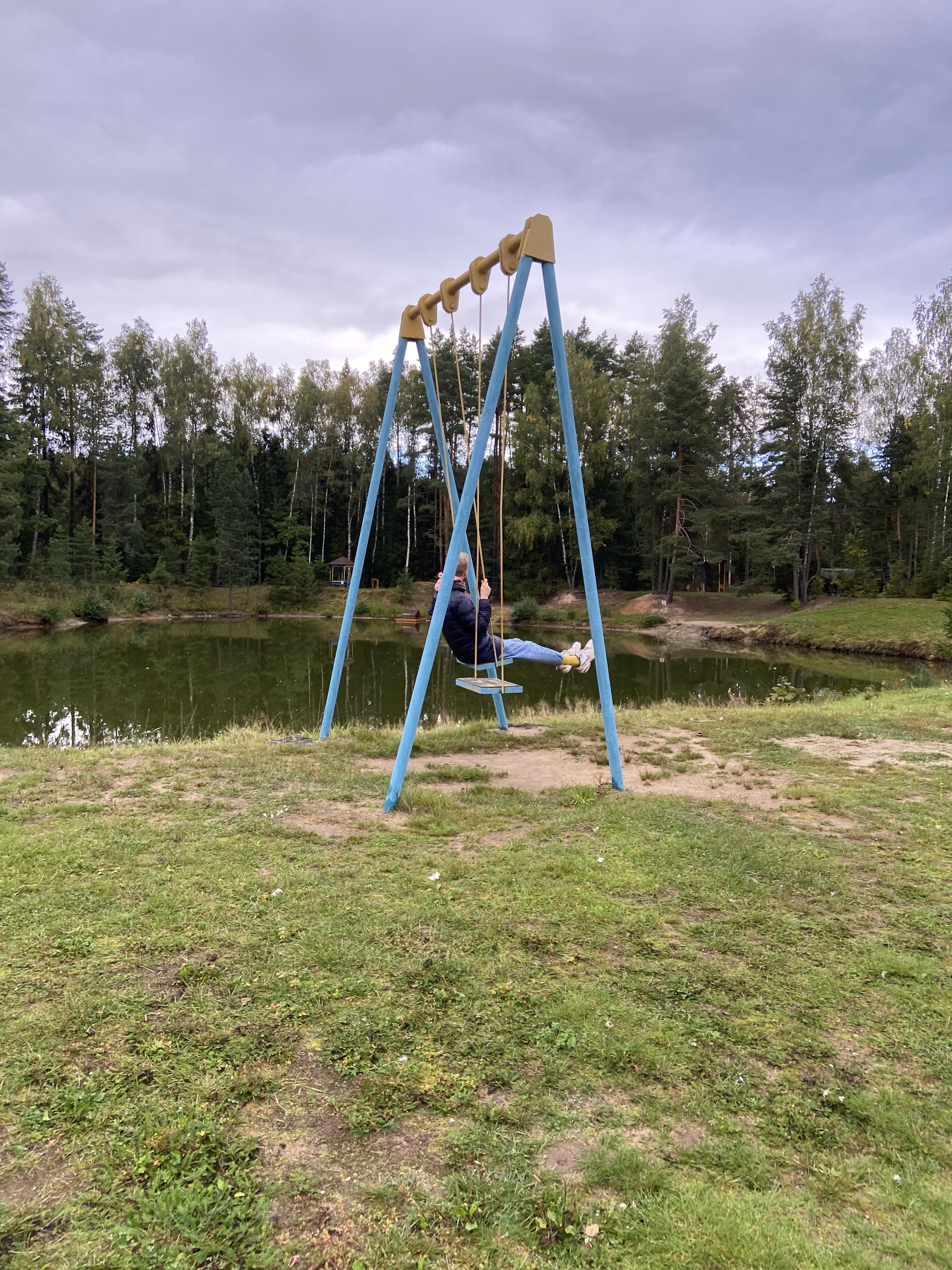
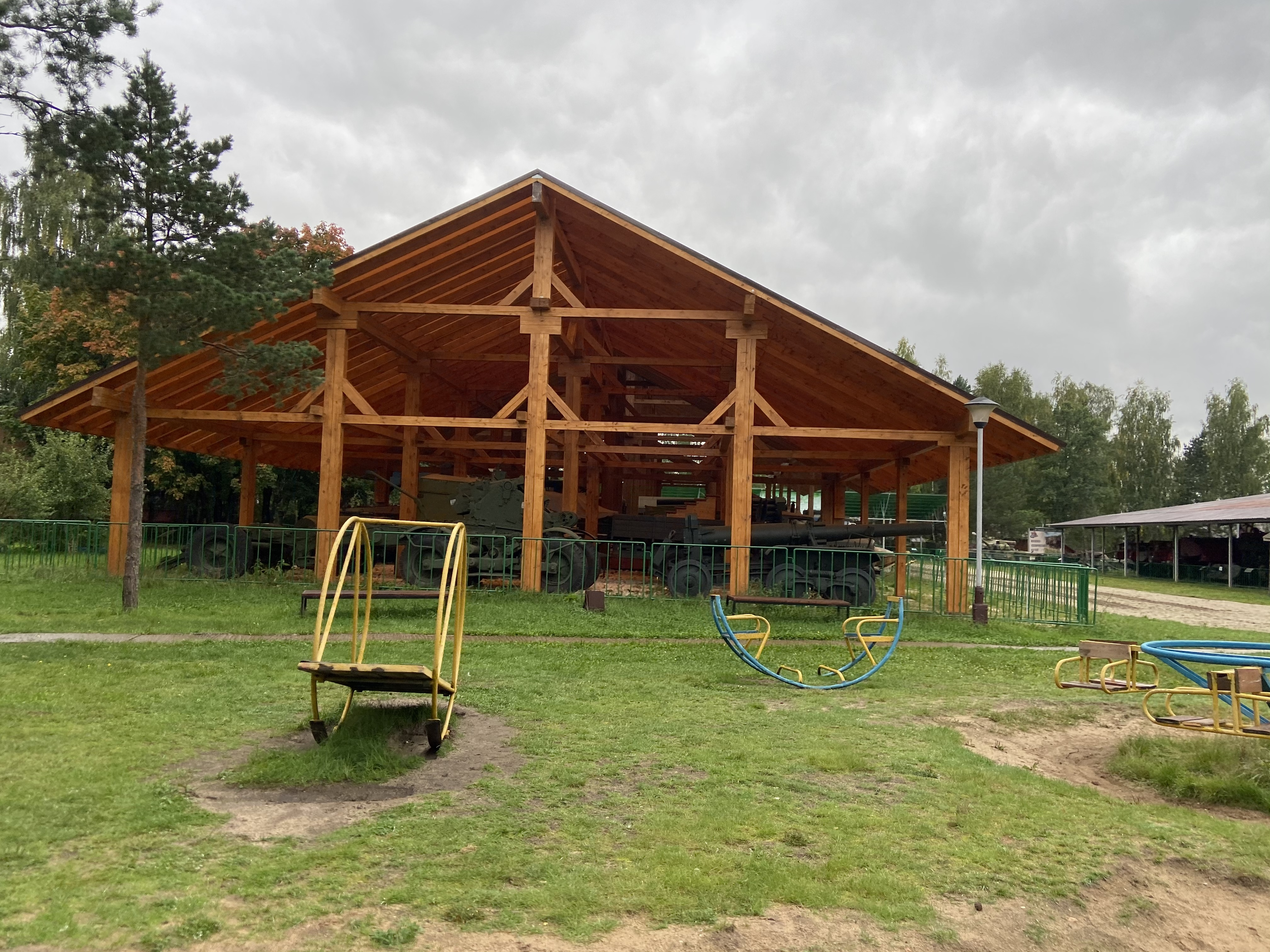
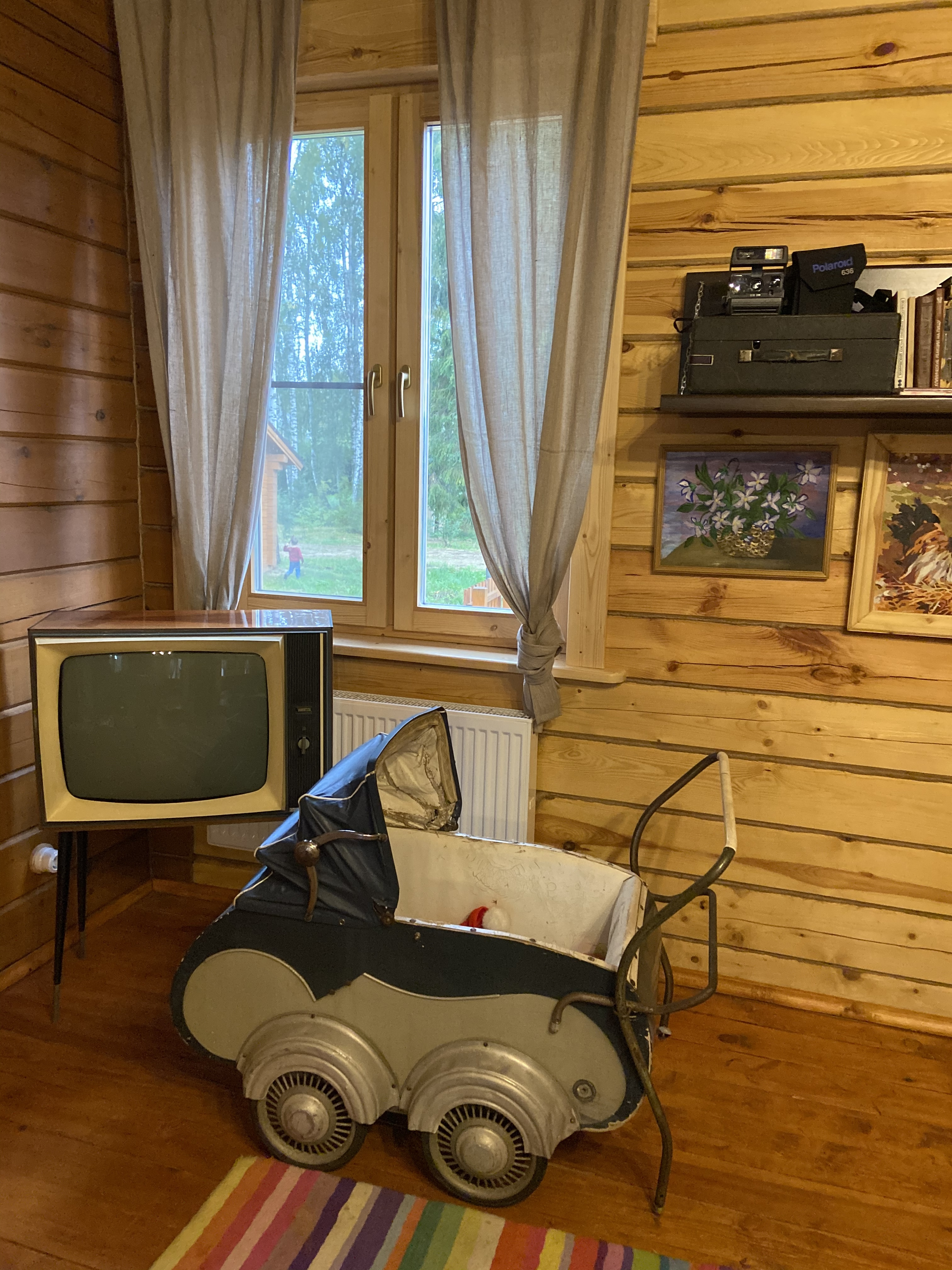
Кафе "Штаб"
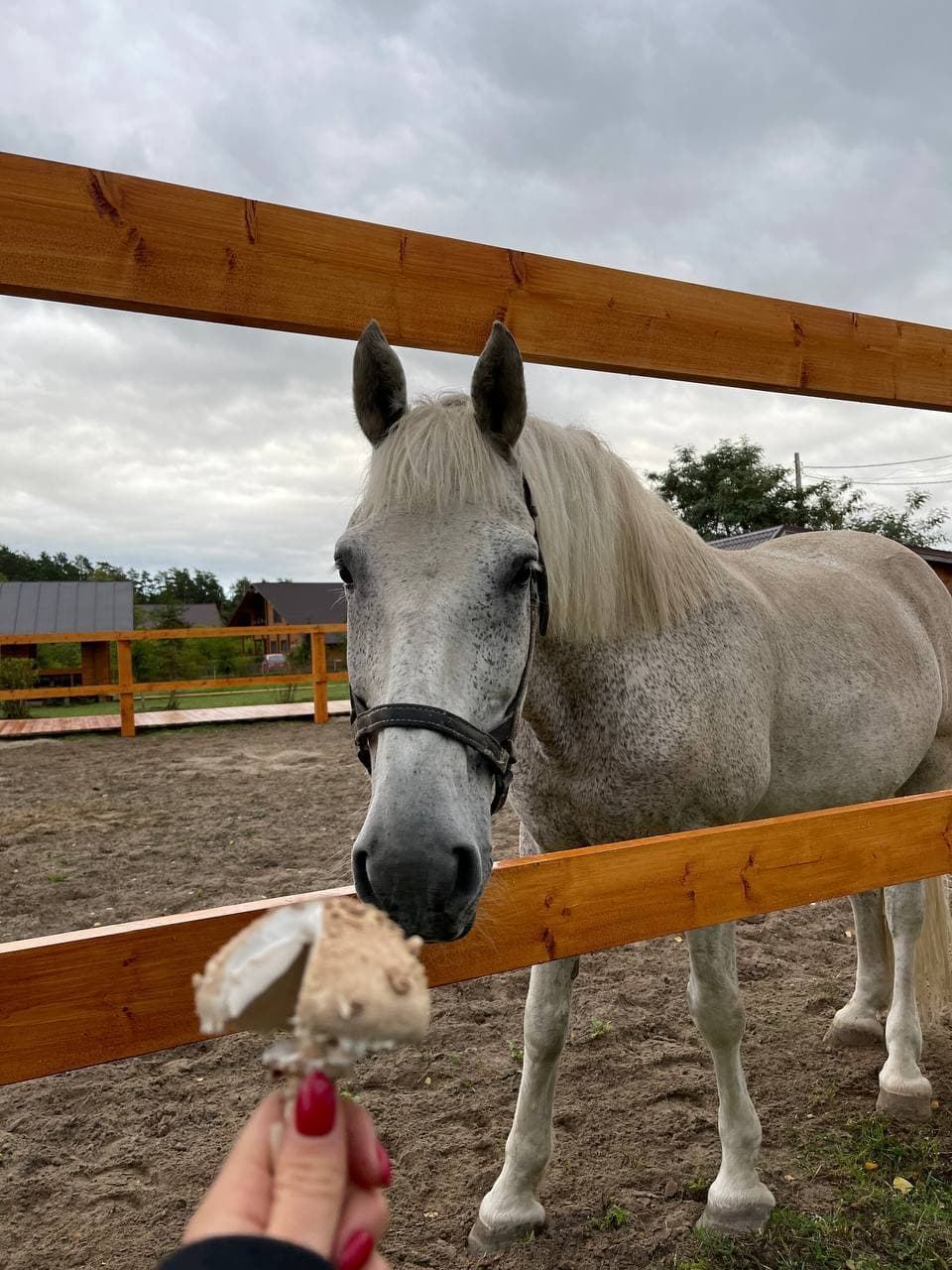
Конюшня